# Stojanski Vrh
Stojanski Vrh – wieś w Słowenii, w gminie Brežice. W 2018 roku liczyła 59 mieszkańców.